# Io per amarti...
Io per amarti è un album musicale di Franco Califano del 1983, edito dalla casa discografica Lupus.

## Tracce
1. Io per amarti (Franco Califano - Cristiano Malgioglio - Maurizio Piccoli) - 4:06
2. Quando comincia la notte (Franco Califano - Maurizio Piccoli) - 4:20
3. Stasera sono solo (Franco Califano - Claudio Mattone) - 2:42
4. Ah! L'amore (Franco Califano - Franca Evangelisti - Fabio Massimo Cantini) - 3:58
5. Stavamo bene (Franco Califano - Egidio Pardini - Alberto Varano) - 3:30
6. Canzone va (Franco Califano - Antonio Abbate - Libero Abate) - 2:45
7. Ragazzo mio (Franco Califano - Marcello Marrocchi - Giampiero Artegiani) 4:20
8. Sulle scale di S. Martino (Franco Califano - Antonio Abbate - Libero Abate) - 3:23
9. Il cielo dov'è (Franco Califano - Marcello Marrocchi - Giampiero Artegiani) - 3:28
10. Formato 6×6 (Franco Califano - Egidio Pardini - Alberto Varano) - 4:10
11. Come te è impossibile (Franco Califano - Checco Marsella) - 3:29
12. Passano gli anni (Franco Califano - Marcello Marrocchi - Giampiero Artegiani) - 2:20